# Thalassomonhystera brevicaudata
Thalassomonhystera brevicaudata is een rondwormensoort uit de familie van de Monhysteridae. De wetenschappelijke naam van de soort is voor het eerst geldig gepubliceerd in 2008 door Gagarin & Thu.